# Encephalartos ituriensis
Encephalartos ituriensis là một loài thực vật hạt trần trong họ Zamiaceae. Loài này được Bamps & Lisowski mô tả khoa học đầu tiên năm 1990.